# Panzerzug Dmitri Donskoi
Der Panzerzug Dmitri Donskoi (russisch Бронепоезд Дмитрий Донской Bronepojesd Dmitri Donskoi) war ein Panzerzug der Weißen Armee aus der Zeit des Russischen Bürgerkrieges.

## Geschichte
Am 11. August 1918 begann man in Krasnodar mit der Aufstellung des Panzerzug der Marinebatterie Nummer 2. Offiziell hieß dieser Panzerzug Marine-Panzerzug oder Panzerzug Admiral Nepenin (russisch Бронепоезд Адмирал Непенин Bronepojesd Admiral Nepenin). Das Rollmaterial bestand aus erbeuteten Wagen der Roten Armee, welche in einem sehr schlechten Zustand waren.

## Technische Daten

### Artilleriewagen
Die ersten Artilleriewagen des Panzerzug Dmitri Donskoi waren ehemalige Güterwagen, welche mit erbeuteten Geschützen der Roten Armee ausgerüstet wurden. Dazu zählten eine Canon Hotchkiss à tir rapide de 47 mm und vier 7,5-cm-Kanonen. Die Munition war jedoch knapp bemessen, da man diese nicht selber herstellte und erst erbeuten musste. Wie auch das Rollmaterial, waren die Geschütze in einem sehr schlechten Zustand. Dadurch mussten die Geschütze mehrmals geladen werden, da es fast immer zu Fehlfunktionen kam.
Ab November wurden die Artilleriewagen durch drei vom Typ Goljachowski mit je einer 7,62-cm-Kanone in einem drehbaren Geschützturm ersetzt. Die ausgemusterten Wagen wurden dem Panzerzug Sa Rus Swjatuju zugeteilt.

## Einsatz
Eingesetzt wurde der Panzerzug Marinebatterie Nummer 2 bei Operationen im Nordkaukasus. Als die Taman-Armee in Armawir einmarschierte, wurden die unbewaffneten Wagen über den Fluss bei Tuapse nach Stawropol gebracht. Die bewaffneten Wagen verblieben vor Ort und der Panzerzug machte sich über Land auf den Weg nach Stawropol. Durch immer wieder durchgeführte Angriffe, konnte der Panzerzug den Vormarsch der Taman-Armee über einen Monat lang deutlich verlangsamen. Als es am 14. Oktober 1918 zu einem Gefecht in Basny bei Stawropol kam, wurden 18 Besatzungsmitglieder getötet und 5 verwundet.
Ab 1919 wurde der Panzerzug Admiral Nepenin der 3. Panzerzugdivision unterstellt. Ab da an kämpfte er in der Schwarzerde-Region und der Ukraine, wo er den Namen Dmitri Donskoi erhielt.
Anfang September 1919 war der Panzerzug Dmitri Donskoi in Kursk stationiert. Ab November patrouillierte er auf der Eisenbahnstrecke zwischen Charkiw und Sewastopol. Dabei erhielt er drei neue Artilleriewagen vom Typ Goljachowski.
Am 27. September 1920 kam es bei Belmanka zu einem schweren Kampf. Um den Panzerzug Ioann Kalita zu unterstützen, fuhr der Panzerzug Dmitri Donskoi mit Vollgas zum Bahnhof. Nach dem erfolgreichen Ausgang des Gefechts, konnte die Donarmee keinen weiteren erfolgreichen Vorstoß nach Osten mehr unternehmen. Am 17. Oktober erreichte der Panzerzug Rykowe und stand dort mit dem Panzerzug Wolk, dem Panzerzug Ioann Kalita und dem Panzerzug Jedinaja Rossija. Im weiteren Verlauf rückten die Panzerzüge ab nach Nowooleksijiwka. Am 20. Oktober eröffneten bolschewistische Truppen das Feuer auf den Bahnhof. Aufgrund der Gefahr, die Panzerzüge zu verlieren, befahl der Stabschef der Division Kornilow und sich bis nach Salkowskoi zurückzuziehen.
Am 26. Oktober 1920 traf der Panzerzug Dmitri Donskoi in der Stellung Juschun (Lage) ein und kämpfte zusammen mit Einheiten der Divisionen Markowskaja und Drosdowskaja gegen die vorrückenden bolschewistischen Truppen. Während der Schlacht am 27. Oktober wurde das Führungsgeschütz des Panzerzuges zerstört. Ein Offizier der Besatzung wurde verwundet und ein Freiwilliger getötet. Am nächsten Tag unterstützte der Panzerzug, zusammen mit dem Panzerzug Swjatoi Georgi Pobedonossez, ein weiteres Gefecht und hielten den Vormarsch bolschewistischer Truppen nach Karpova Balka (Lage) auf. Gegen Mittag erhielt der Panzerzug Dmitri Donskoi mehrere Treffer bei denen die Artilleriewagen so schwer beschädigt wurden, dass er den Kampf nicht fortsetzen konnte und sich in Richtung der Kreuzungsstation Dschankoj zurückziehen musste.
Am späten Abend des 27. September kam es drei Kilometer vom Eisenbahnknotenpunkt Dschankoj zu einer Kollision. Der Panzerzug Swjatoi Georgi Pobedonossez kam aus Juschun angefahren und rammte den Panzerzug Dmitri Donskoi. Da dieser aber nicht sehr schnell unterwegs war, kam es zu keinen größeren Schäden. Drei Werkstattwagen des Panzerzug Dmitri Donskoi und ein Reservewagen des Panzerzug Swjatoi Georgi Pobedonossez entgleisten. Die Schäden konnten schnell behoben und die Wagen auf die Gleise gesetzt werden. Am 29. Oktober waren die Reparaturen an den alten Artilleriewagen des Panzerzug Dmitri Donskoi abgeschlossen. Damit rückte er wieder an die Front ab und deckte den weiteren Rückzug der Donarmee. Am Abend des 30. Oktober erreichte der Panzerzug den Bahnhof von Simferopol.
Im Morgengrauen des 31. Oktober 1920 näherten sich der Panzerzug Dmitri Donskoi dem Bahnhof von Sewastopol und hielt in der Nähe der ersten Piers. Eine Weiterfahrt war nicht möglich, da ein Artilleriewagen des Panzerzuges an einer Kurve entgleist war und die Gleise erst repariert werden mussten. Aus diesem Grund rückte der Panzerzug, ohne dem entgleisten Wagen, nach Kertsch ab. Am 2. November erreichte er die Stadt und traf auf den Panzerzug Wolk. Noch am gleichen Tag beschädigte die Besatzung des die Geschütze und gab den Panzerzug Dmitri Donskoi auf, wurde auf Schiffe verladen und brachte sich in Sicherheit.

## Zugpersonal
Das Personal des Panzerzug Dmitri Donskoi bestand hauptsächlich aus Marine- und Fliegeroffizieren.
- Panzerzugkommandant 
  - Hauptmann Markow (11. August 1918 – 1. Oktober 1918)
  - Oberleutnant Makarow (11. August 1918 – 14. Oktober 1918)
  - Oberleutnant Buschen (14. Oktober 1918 – 1. Juli 1919)
  - Hauptmann Lichatschew (1. Juli 1919 – 17. August 1919)
  - Oberleutnant Buschen (17. August 1919 – 19. August 1919)
  - Oberleutnant Pleskowski (19. August 1919 – 3. Mai 1920)
  - Oberst K. J. Maralin (3. Mai 1920 – 2. November 1920)